# Az-Zawija (Libia)
Az-Zawija (arab:الزاوية, Az Zāwiyah), (nazywana również Az Zawiyah Al Gharbiyah, الزاوية الغربية) – miasto w północno-zachodniej Libii, na wybrzeżu Morza Śródziemnego, około 40 km na zachód od Trypolisu. Az-Zawija jest stolicą gminy o tej samej nazwie.
Według libijskiego spisu powszechnego z 2008 miasto liczy 198 567 mieszkańców, co oznacza, że jest dzisiaj siódmym pod względem wielkości miastem w Libii według liczby ludności. W 2006 roku miasto stało się siedzibą gminy. Szacuje się, że mieszka w niej około 291 tysięcy, z czego więcej niż połowa w tym mieście.
W mieście znajduje się Uniwersytet im. 7 kwietnia, który założono w 1988 roku. W pobliżu miasta istnieją również pola naftowe w pobliżu miasta, a w Az-Zawija znajduje się jedna z dwóch najważniejszych rafinerii ropy naftowej w Libii.
W czasie masowych protestów w 2011, miasto dostało się pod kontrolę libijskiej opozycji.